# コロンビアの島の一覧
コロンビアの島の一覧を示す。

## 一覧
※完全な一覧ではない。
| 島名                 | 面積(km2) | 場所     | 緯度経度                                                          |
| -------------------- | --------- | -------- | ----------------------------------------------------------------- |
| ゴルゴナ島           | 26        | 太平洋   | 北緯02度58分03秒 西経78度10分49秒 / 北緯2.96750度 西経78.18028度  |
| サンアンドレス島     | 26        | カリブ海 | 北緯12度35分00秒 西経81度42分00秒 / 北緯12.58333度 西経81.70000度 |
| ティエラ・ボンバ島   | 19.8      | カリブ海 | 北緯10度21分00秒 西経75度34分00秒 / 北緯10.35000度 西経75.56667度 |
| プロビデンシア島     | 17        | カリブ海 | 北緯13度20分56秒 西経81度22分29秒 / 北緯13.34889度 西経81.37472度 |
| フエルテ島           | 3         | カリブ海 | 北緯09度23分20秒 西経76度10分45秒 / 北緯9.38889度 西経76.17917度  |
| マルペロ島           | 1.2       | 太平洋   | 北緯04度00分10秒 西経81度36分32秒 / 北緯4.00278度 西経81.60889度  |
| サンタ・カタリーナ島 | 1         | カリブ海 | 北緯13度23分18秒 西経81度22分25秒 / 北緯13.38833度 西経81.37361度 |
| グランデ島           | 0.2       | カリブ海 | 北緯10度10分36秒 西経75度44分24秒 / 北緯10.17667度 西経75.74000度 |
| トルトゥグイリャ島   | 0.14      | カリブ海 | 北緯09度01分37秒 西経76度20分28秒 / 北緯9.02694度 西経76.34111度  |

## その他
- ロサリオ諸島（英語版）
  - ロサリオ島
- サン・ベルナルド諸島（英語版）
  - イスロテ島
- サン・アンドレス・イ・プロビデンシア県（サン・アンドレス・プロビデンシア・イ・サンタ・カタリーナ諸島）
  - アルバカーキ諸島
  - キトスエニョ
  - セラナ・バンク
  - ロンカドル・バンク
  - セラニャ・バンク - コロンビアが実効支配。ホンジュラス、ニカラグア、アメリカ合衆国が領有権主張。
  - バホヌエボ - コロンビアが実効支配。ジャマイカ、ニカラグア、アメリカ合衆国が領有権主張。